# Herder Editorial
Herder Editorial es una editorial española con sede en Barcelona con más de un siglo de trayectoria. Su director es Raimund Herder y en su fondo editorial convergen teología, filosofía y religión con obras de psicología, sociología o educación. Así mismo, desde sus inicios edita libros para la enseñanza y el aprendizaje de idiomas.
La Editorial Herder se remonta al grupo editorial alemán Verlagsgruppe Herder, que tiene sus raíces en una librería escolar e imprenta fundada en 1798 en Friburgo de Brisgovia.

## Catálogo
El programa editorial incluye, entre otras, obras de los ámbitos de la educación, espiritualidad, filosofía, gerontología, historia, psicología, religión, sabiduría y tradiciones, salud, sociología, teología y estudios terapéuticos.